# Paradoxophyla palmata
Espèce
Synonymes
- Microhyla palmata Guibé, 1974

Statut de conservation UICN

 LC  : Préoccupation mineure
Paradoxophyla palmata est une espèce d'amphibiens de la famille des Microhylidae.

## Répartition
Cette espèce est endémique de Madagascar. Son aire de répartition est clairsemée et concerne l'Est de l'île, aux altitudes comprise du niveau de la mer jusqu'à 950 m,.

## Publication originale
- Guibé, 1974 : Batraciens nouveaux de Madagascar. Bulletin du Museum National d'Histoire Naturelle, sér. 3, Zoologie, vol. 171, p. 1169-1192 (texte intégral).